# Жеромский, Казимир
Казимир Хвалибог Жеромский (Казимеж Хвалибуг Жеромски, пол. Kazimierz Chwalibóg Żeromski, ум. 1662) — полковник Войска Литовского, участник Русско-польской войны 1654—1667 годов. В битве на Кушликовых горах нанёс поражение русскому войску во главе с князем Иваном Андреевичем Хованским. Убит в 1662 году по обвинению в измене.